# An Ninh Tây, Đức Hòa
An Ninh Tây là một xã thuộc huyện Đức Hòa, tỉnh Long An, Việt Nam.

## Địa lý
Xã An Ninh Tây nằm ở phía tây bắc huyện Đức Hòa, có vị trí địa lý:
- Phía đông giáp các xã An Ninh Đông và Hiệp Hòa
- Phía tây giáp huyện Đức Huệ và tỉnh Tây Ninh với ranh giới là sông Vàm Cỏ Đông
- Phía nam giáp thị trấn Hiệp Hòa.
- Phía bắc giáp xã Lộc Giang.

Xã có diện tích 21,45 km², dân số năm 1999 là 9.139 người, mật độ dân số đạt 426 người/km².

## Hành chính
Xã được chia thành 5 ấp: An Thủy, An Hòa, Sơn Lợi, An Thạnh, An Ninh.

## Lịch sử
Xã An Ninh Tây được thành lập vào ngày 24 tháng 3 năm 1979 từ một phần diện tích và dân số của xã An Ninh cũ.